# Dobrovăț
Dobrovăț is een Roemeense gemeente in het district Iași.

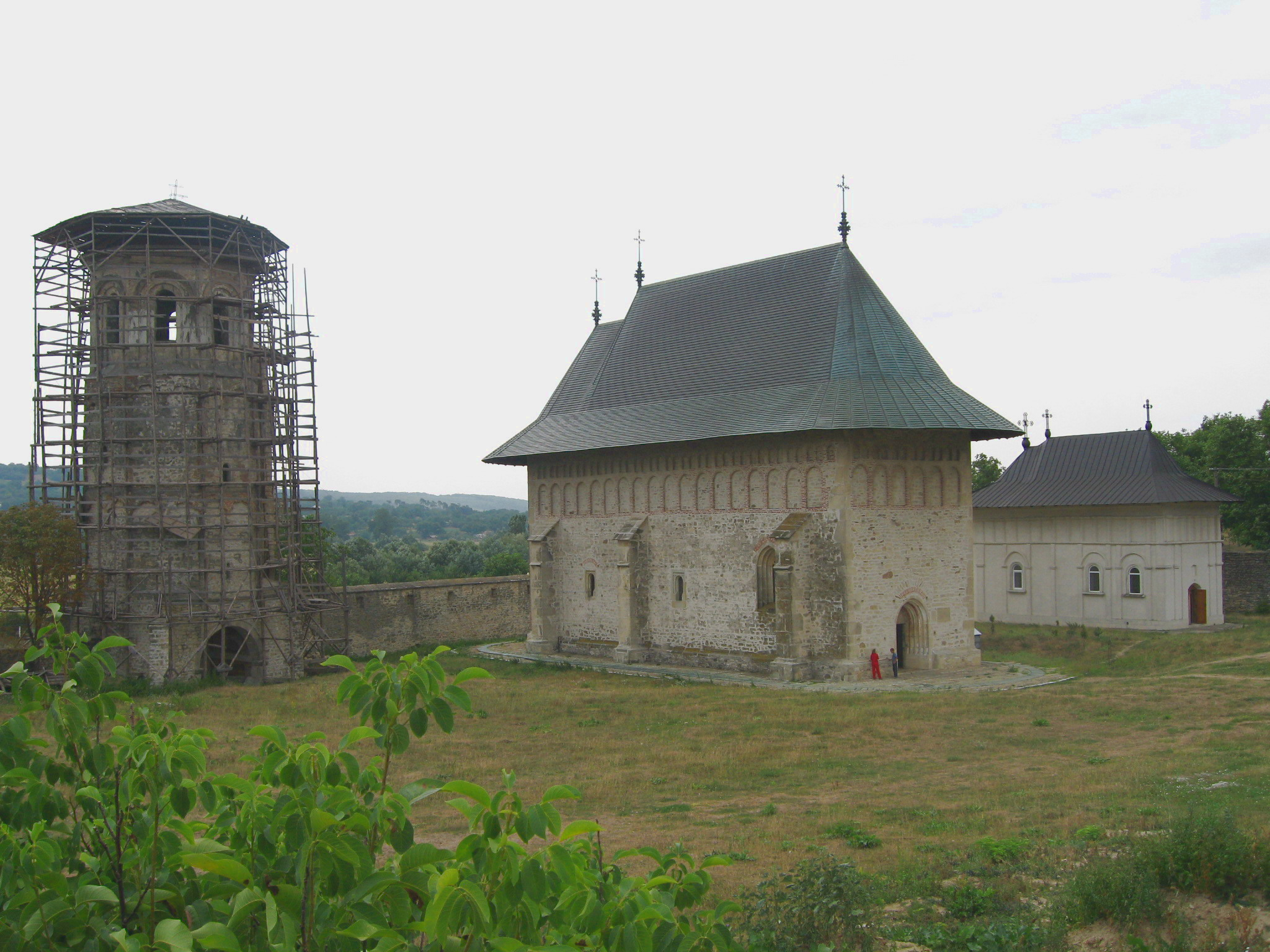
Dobrovăț

Dobrovăț telt 2499 inwoners.